# Heaven (艾维奇歌曲)
《Heaven》是瑞典DJ及音乐制作人艾維奇的第三只遗曲，由英国酷玩樂團的克里斯·馬汀演唱。此歌曲于2019年6月6日随专辑《Tim》发布。

## 录制
2014年，艾维奇在与克里斯·馬汀合作《A Sky Full of Stars》时录制了这首歌曲。2015年的未来音乐节上，艾维奇首播了这首歌曲。在2014年到发布之际，均有各种版本的《Heaven》在网上流传。
2015年的超世代音乐节上，艾维奇使用西蒙·奥尔德雷德的演唱制作了另一版本的《Heaven》，并称他认为自己是为了公平看待这首曲目。2016年，艾维奇与制作人卡尔·福尔克共同制作了另一版本的曲目，改善了西蒙·奥尔德雷德的人声并添加了电吉他。艾维奇在2016年至隐退前均播放这一版本的曲目。但艾维奇自杀前还是想发布克里斯·馬汀的人声版本。2018年，尼基·羅米洛在君士兰音乐节（Kingsland Festival）上为了纪念艾维奇播放了此歌曲。尼基称，艾维奇向他发送了一文件夹的歌曲，大部分虽然没写完但是仍能用来表演。2018年5月27日，《Heaven》被人通过airplay泄出到NRJ Radio和SoundCloud上。
2019年4月，官方宣布艾维奇生前正制作的专辑《Tim》将包含歌曲《Heaven》，并于2019年6月6日发布。

## 制作人员
下列制作人员来源于YouTube及Expressen：
- 艾維奇 – 词曲作者、制作人、低音吉他、键盘、鼓声规划、规划
- 克里斯·馬汀 – 人声、作曲家、吉他
- 西蒙·奥尔德雷德（英语：Simon Aldred） – 演示人声
- Carl Falk（英语：Carl Falk） – 共同制作人（2016年演示版）
- Marcus Thunberg Wessel – 工程师及辅助混音
- Kevin Grainger – 混音及母带处理
- Julio Rodriguez Sangrador – 辅助混音及母带处理
- Christopher Thordson – 经理
- Per Sundin – 设计师
- Neil Jacobson – 设计师
- Nick Groff – 设计师
- Johnny Tennander – 设计师

## 榜单
| 榜单 (2019)                                  | 最高榜位 |
| -------------------------------------------- | -------- |
| 澳大利亚（澳大利亚唱片业协会單曲榜）         | 20       |
| Australia Dance (ARIA)                       | 3        |
| 奥地利（Ö3四十强单曲榜）                     | 21       |
| 比利时佛兰德（Ultratop五十强单曲榜）         | 27       |
| 比利时佛兰德（Ultratop舞曲榜）               | 10       |
| 比利时瓦隆（Ultratip榜外單曲榜）             | 23       |
| 比利时瓦隆（Ultratop舞曲榜）                 | 39       |
| 加拿大（Canadian Hot 100）                   | 38       |
| 捷克（百強數位單曲榜）                       | 8        |
| Denmark (Tracklisten)                        | 20       |
| 芬兰（芬蘭官方單曲榜）                       | 8        |
| France (SNEP)                                | 119      |
| 30                                           |          |
| Germany Dance (Official German Charts)       | 3        |
| Greece (IFPI)                                | 74       |
| Ireland (IRMA)                               | 15       |
| Italy (FIMI)                                 | 49       |
| 日本（Japan Hot 100）                        | 39       |
| Japan Hot Overseas (Billboard)               | 5        |
| Mexico Ingles Airplay (Billboard)            | 30       |
| 荷兰（荷蘭四十強單曲榜）                     | 21       |
| Netherlands (Mega Top 50)                    | 16       |
| 荷兰（百强单曲榜）                           | 16       |
| New Zealand (Recorded Music NZ)              | 32       |
| Norway (VG-lista)                            | 6        |
| 蘇格蘭（官方榜单公司單曲榜）                 | 10       |
| 斯洛伐克（百強數位單曲榜）                   | 7        |
| Spain (PROMUSICAE)                           | 78       |
| Sweden (Sverigetopplistan)                   | 2        |
| 瑞士（瑞士热门音乐榜）                       | 11       |
| 英國（官方榜单公司單曲榜）                   | 20       |
| 美国（《告示牌》百大單曲榜）                 | 83       |
| 美國（《告示牌》Hot Dance/Electronic Songs） | 4        |